# Sidney Smith (attore)
Sidney Smith, nato Sydney C. Smith, noto anche come Sid Smith (Faribault, 28 febbraio 1893 – Los Angeles, 4 luglio 1928), è stato un attore e regista statunitense del cinema muto.

## Biografia
Nella sua carriera, durata circa due decenni, Sidney Smith girò quasi duecento film, cortometraggi in uno o due rulli come si usava all'epoca. Lavorò alla Selig Polyscope ma la maggior parte del suo lavoro si svolse presso i Christie Studios. Era specializzato nelle comiche dove venivano usate automobili. Lavorò con Mack Sennett e, tra il 1919 e il 1920, con Paul Parrott in una serie di commedie
Il 17 marzo 1915 sposò Ruth Beckman, ma il matrimonio finì in un divorzio nel 1921.
L'attore morì a soli 35 anni a causa di un avvelenamento accidentale dovuto a dell'alcool ingerito durante una festa in spiaggia.

## Filmografia

### Attore
- The Blind Gypsy, regia di Fred E. Wright - cortometraggio (1913)
- The Bullet's Mark, regia di James Young Deer - cortometraggio (1913)
- Red Head Introduces Herself, regia di Norval MacGregor - cortometraggio (1914)
- Red Head and Ma's Suitors, regia di Norval MacGregor - cortometraggio (1914)
- Willie's Haircut, regia di Norval MacGregor - cortometraggio (1914)
- Castles in the Air, regia di Norval MacGregor - cortometraggio (1914)
- The Right to Happiness, regia di Norval MacGregor - cortometraggio (1914)
- Wiggs Takes the Rest Cure, regia di Francis J. Grandon - cortometraggio (1914)
- A Low Financier, regia di Norval MacGregor - cortometraggio (1914)
- You Never Can Tell, regia di Norval MacGregor - cortometraggio (1914)
- Jimmie the Porter, regia di Norval MacGregor - cortometraggio (1914)
- Her Victory Eternal, regia di E.A. Martin - cortometraggio (1914)
- Garrison's Finish, regia di Francis J. Grandon - cortometraggio (1914)
- At the Transfer Corner, regia di Norval MacGregor - cortometraggio (1914)
- The Mysterious Black Box, regia di Norval MacGregor - cortometraggio (1914)
- A Surprise Party, regia di Norval MacGregor - cortometraggio (1914)
- Which Ham Is Schnappsmeir's, regia di Norval MacGregor - cortometraggio (1914)
- One Kiss, regia di Norval MacGregor - cortometraggio (1914)
- The Tail of a Coat, regia di Norval MacGregor - cortometraggio (1914)
- Wipe Yer Feet, regia di Norval MacGregor - cortometraggio (1915)
- The Passer-By, regia di Edward LeSaint - cortometraggio (1915)
- Man Overboard, regia di Norval MacGregor - cortometraggio (1915)
- The Strategist, regia di Norval MacGregor - cortometraggio (1915)
- The Rosary, regia di Colin Campbell (1915)
- The Girl and the Reporter, regia di Tom Santschi - cortometraggio (1915)
- The Master of the Bengals, regia di Louis Chaudet - cortometraggio (1915)
- The Awful Adventures of an Aviator, regia di Norval MacGregor - cortometraggio (1915)
- The Chronicles of Bloom Center, regia di Marshall Neilan - serial cinematografico (1915)
- Landing the Hose Reel, regia di Marshall Neilan - cortometraggio (1915)
- Shoo Fly, regia di Burton L. King - cortometraggio (1915)
- The Come Back of Percy, regia di Marshall Neilan - cortometraggio (1915)
- A Thing or Two in Movies, regia di Marshall Neilan - cortometraggio (1915)
- The Run on Percy, regia di Sidney Smith - cortometraggio (1915)
- Perkin's Pep Producer, regia di Sidney Smith - cortometraggio (1915)
- The Manicure Girl, regia di Burton L. King - cortometraggio (1916)
- Spooks, regia di Marshall Neilan - cortometraggio (1916)
- No Sir-ee Bob!, regia di Sid Smith - cortometraggio (1916)
- When the Circus Came to Town, regia di Sidney Smith - cortometraggio (1916)
- Apple Butter, regia di Sidney Smith - cortometraggio (1916)
- Virtue Triumphant, regia di William Robert Daly - cortometraggio (1916)
- A Safe Risk, regia di Sidney Smith - cortometraggio (1916)
- The Ne'er Do Well, regia di Colin Campbell (1916)
- The Hard Way, regia di Thomas N. Heffron - cortometraggio (1916)
- The Boarding House Ham, regia di Thomas Persons - cortometraggio (1916)
- The Return, regia di Thomas N. Heffron - cortometraggio (1916)
- The Gold Ship, regia di Frank Beal - cortometraggio (1916)
- In the House of the Chief, regia di Thomas N. Heffron - cortometraggio (1916)
- Small Town Stuff, regia di Norval MacGregor - cortometraggio (1916)
- Cupid's Touchdown, regia di Frank Beal - cortometraggio (1917)
- No Place Like Home, regia di Norval MacGregor - cortometraggio (1917)
- A Film Exposure, regia di Harry McCoy (1917)
- The House of Terrible Scandals, regia di Henry Lehrman - cortometraggio (1917)
- Rescuing Uncle, regia di Norval MacGregor - cortometraggio (1917)
- Oriental Love, regia di Walter Wright (1917)
- Skidding Hearts, regia di Walter Wright (1917)
- His Uncle Dudley, regia di F. Richard Jones (1917)
- Son of a Gun, regia di F. Richard Jones (come Richard Jones) - cortometraggio (1918)
- The Chicken Hunters - cortometraggio (1919)
- Taming the West - cortometraggio (1919)
- An Auto Nut- cortometraggio (1919)
- Four of a Kind - cortometraggio (1920)
- Tell Us, Ouija! - cortometraggio (1920)
- Kismet, regia di Louis J. Gasnier (1920)
- A Close Shave, regia di Gil Pratt (Gilbert Pratt) - cortometraggio (1920)
- His First Flat Tire - cortometraggio (1920)
- A Doggone Mix-Up, regia di Herman C. Raymaker - cortometraggio (1921)
- In Again, Out Again, regia di Gilbert Pratt - cortometraggio (1921)
- High & Dry, regia di Gilbert Pratt - cortometraggio (1921)
- Bride and Gloom, regia di Gilbert Pratt - cortometraggio (1921)
- Tough Luck, regia di Herman C. Raymaker - cortometraggio (1921)
- False Roomers, regia di Herman C. Raymaker - cortometraggio (1921)
- Their Dizzy Finish, regia di Noel M. Smith - cortometraggio (1921)
- In Bad Again, regia di Herman C. Raymaker - cortometraggio (1921)
- Circus Heroes, regia di Herman C. Raymaker - cortometraggio (1921)
- A Chili Romance, regia di James D. Davis - cortometraggio (1921)
- We Should Worry, regia di James D. Davis - cortometraggio (1921)
- Friday, the 13th, regia di Herman C. Raymaker - cortometraggio (1921)
- After the Dough, regia di Herman C. Raymaker - cortometraggio (1921)
- We'll Get You Yet, regia di James D. Davis - cortometraggio (1921)
- Two Faces West, regia di James D. Davis - cortometraggio (1921)
- Meet the Wife, regia di Herman C. Raymaker - cortometraggio (1921)
- Put and Take, regia di Herman C. Raymaker - cortometraggio (1921)
- Beach Nuts, regia di Herman C. Raymaker - cortometraggio (1921)
- Stars and Stripes, regia di Herman C. Raymaker - cortometraggio (1921)
- Start Something, regia di Noel M. Smith - cortometraggio (1921)
- At Your Service, regia di Noel M. Smith - cortometraggio (1921)
- Matinee Idols, regia di Herman C. Raymaker - cortometraggio (1921)
- Taking Chances, regia di Herman C. Raymaker - cortometraggio (1921)
- Step on It, regia di Noel M. Smith - cortometraggio (1921)
- Footloose Wimmen, regia di Arvid E. Gillstrom - cortometraggio (1929)

### Regista
- The Run on Percy - cortometraggio (1915)
- Perkin's Pep Producer - cortometraggio (1915)
- No Sir-ee Bob! - cortometraggio (1916)
- When the Circus Came to Town - cortometraggio (1916)
- Apple Butter - cortometraggio (1916)
- A Safe Risk - cortometraggio (1916)